# Lestijärvi
Lestijärvi es un municipio de Finlandia ubicado en la región de Ostrobotnia Central.
En 2022, el municipio tenía una población de 696 habitantes.
Comprende un conjunto de áreas rurales del este de la región, distribuidas en torno al lago homónimo. El término municipal limita con las vecinas regiones de Ostrobotnia del Norte y Finlandia Central. El municipio está atravesado por la carretera 58, que une Tampere con Kärsämäki.

## Historia
Los alrededores del lago Lestijärvi eran en época medieval un área deshabitada perteneciente a Jämsä. Aunque Gustavo I de Suecia intentó a mediados del siglo XVI poblar el área con nuevos habitantes procedentes de Savonia, los habitantes de Jämsä respondieron violentamente para defender sus tierras y la colonización fue escasa. En 1578 se construyó una capilla junto al lago, aunque tenía muy pocos feligreses y su única función era la lucha contra el paganismo. En los siglos XVIII-XIX, se desarrolló el área como centro de producción de brea y el pueblo pasó a tener varios cientos de habitantes, aunque nunca llegó a ser un asentamiento importante.